# Bernd Goldmann

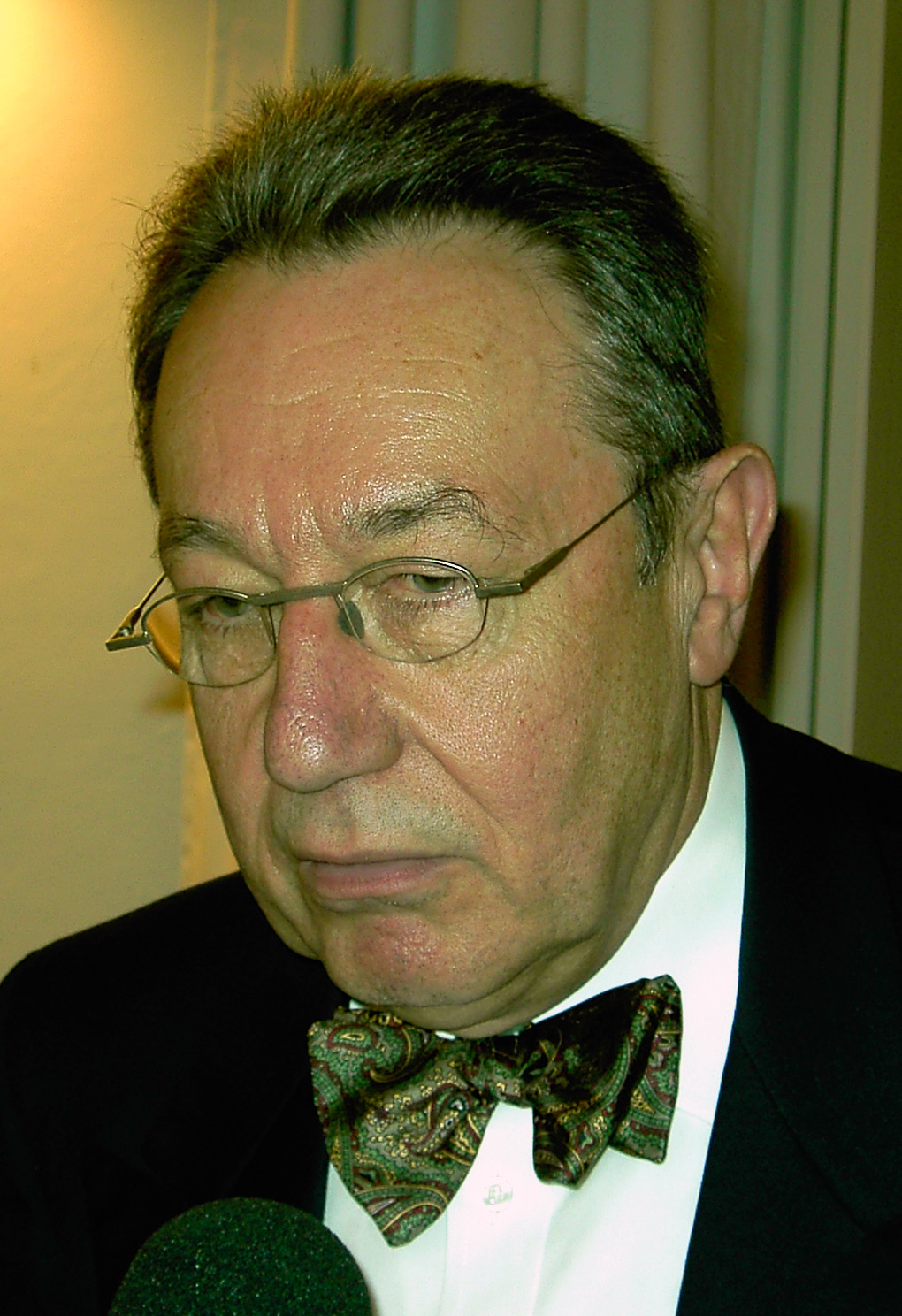
Bernd Goldmann (2003)

Bernd Goldmann (* 14. März 1945 in Bad Kissingen) ist ein deutscher Germanist und Kunstwissenschaftler. Als Honorarprofessor und Lehrbeauftragter unterrichtet er Neuere deutsche Literaturwissenschaft/Literaturvermittlung an der Otto-Friedrich-Universität in Bamberg. Von 2013 bis 2019 war er Honorarprofessor für Kirchliche Kunst und Mitglied des Instituts für Spirituelle Theologie und Religionswissenschaft an der Philosophisch-Theologischen Hochschule Benedikt XVI. Heiligenkreuz.

## Leben
Bernd Goldmann studierte Germanistik, Geschichte, Politik und Bibliothekswissenschaft an der Johann Wolfgang Goethe-Universität Frankfurt am Main, der Christian-Albrechts-Universität zu Kiel sowie der Ruprecht-Karls-Universität Heidelberg, wo er 1979 mit einer Arbeit zu Wolf Heinrich Graf Baudissin von Arthur Henkel promoviert wurde.
Von 1972 bis 1983 war er an der Akademie der Wissenschaften und Literatur als Mitarbeiter der Klasse der Literatur und als Mitarbeiter der Hist.-Krit. Ausgabe der Werke und Briefe des Mainzer Sozialbischofs Wilhelm Emmanuel Freiherr von Ketteler u. a. beschäftigt.
Von 1983 bis 1997 war Bernd Goldmann als Referent im Kultusministerium (später Ministerium für Bildung und Kultur, dann Ministerium für Kultur, Jugend, Familie und Frauen) von Rheinland-Pfalz für den Bereich Museen, Literaturförderung und Kunstförderung tätig.
1997 wurde er Gründungsdirektor des Internationalen Künstlerhauses Villa Concordia in Bamberg, das er bis 2010 leitete. Dort wurden unter seiner Direktion zahlreiche Schriftenreihen gegründet (Bamberger Drucke, Bamberger Bände, Bamberger Punkte u. v. m.) und das kulturelle Leben der Stadt vor allem durch die temporäre Ausstellung und dauerhafte Aufstellung von Großplastiken nachhaltig geprägt. So entstand im Verlauf weniger Jahre der "Bamberger Weg moderner Skulpturen" mit Werken u. a. von Joannis Avramidis, Rui Chafes, Bernhard Luginbühl, und Erwin Wortelkamp.

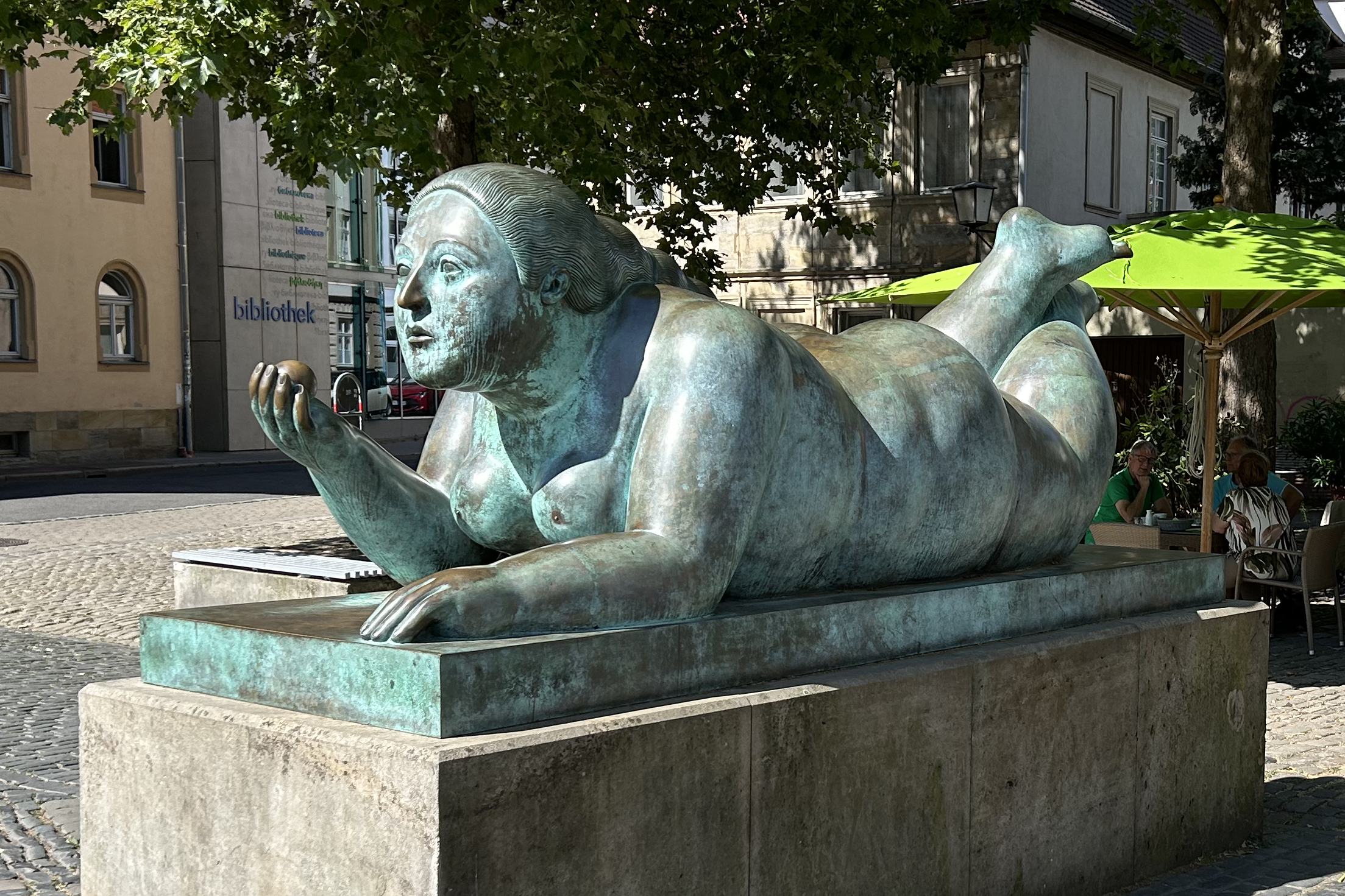
Skulptur "Liegende mit Frucht", geschaffen von Fernando Botero

 Zu den bekanntesten der auf Vermittlung von Bernd Goldmann zurückgehenden Aufstellung von Großplastiken in Bamberg zählen die Arbeiten des weltberühmten kolumbianischen Künstlers Fernando Botero („Liegende mit Frucht“ am Heumarkt), der Centurione I von Igor Mitoraj vor dem Kranen oder die jüngst durch die Stadt erworbene Air-Earth-Installation von Jaume Plensa an der Oberen Mühlbrücke.
2002 erhielt Bernd Goldmann die Bürgermedaille der Stadt Bamberg, 2008 die Silberne Ehrenmedaille des Bezirks Oberfranken und 2010 den E.-T.-A.-Hoffmann-Preis, den Kulturpreis der Stadt Bamberg, weil er sich „auf herausragende Weise um das kulturelle Leben in Bamberg verdient gemacht hat. Sein Wirken hat sichtbare Spuren auf Bambergs Straßen und Plätzen hinterlassen und so das ästhetische Antlitz der Stadt nachhaltig verändert“ (Oberbürgermeister Andreas Starke).
Aktuell ist dank seiner Vermittlung die Gestaltung von Kirchenfenstern in St. Elisabeth im Sandgebiet gelungen, die durch einen der bekanntesten zeitgenössischen deutschen Künstler, Markus Lüpertz, entworfen wurden. Von ihm stammt bereits die Apoll-Statue vor der Elisabethenkirche in der Oberen Sandstraße.
Seit 2008 ist Bernd Goldmann Honorarprofessor der Otto-Friedrich-Universität in Bamberg und unterrichtet am Institut für Geistes- und Kulturwissenschaften in der Neueren deutschen Literaturwissenschaft und Literaturvermittlung. Von 2013 bis 2019 war er Lehrbeauftragter für Christliche Kunst an der Philosophisch Theologischen Hochschule Benedict XIV. Heiligenkreuz im Wienerwald, von der er 2015 zum Professor honoris causa berufen wurde.

## Veröffentlichungen (Auswahl)
- Hans Henny Jahnn. Schriftsteller, Orgelbauer 1894 - 1959. Eine Ausstellung, Wiesbaden 1973.
- Ernst Kreuder, Von ihm – über ihn, Mainz 1974 (gemeinsam mit Christoph Stoll)
- Hans Henny Jahnn – Peter Huchel. Ein Briefwechsel 1951 - 1959, Mainz 1974
- Wilhelm Emmanuel Freiherr von Ketteler, Sämtliche Werke und Briefe. Im Auftrag der Akademie der Wissenschaften und der Literatur Mainz hrsg. von Erwin Iserloh, Abt. I, Bd. 2. Schriften, Aufsätze und Reden 1867 - 1870, Mainz 1978 (gemeinsam mit E. Iserloh, Chr. Stoll und E. Valasek)
- Wolf Heinrich Graf Baudissin. Leben und Werk eines großen Übersetzers, Hildesheim 1981 (zugl. Heidelberg, Dissertation 1978)
- Wolf Heinrich Graf von Baudissin. 1789 - 1878; [Ausstellung "Wolf Graf Baudissin, 1789 - 1878" vom 24. August bis zum 1. Oktober 1978 im Kieler Schloß] (= Berichte und Beiträge der Schleswig-Holsteinischen Landesbibliothek, Bd. 4). Kiel 1979.
- Ida Gräfin Hahn-Hahn: Meine Reise in England. Herausgegeben von Bernd Goldmann. Mainz: Hase & Koehler 1981.
- Wilhelm Emmanuel Freiherr von Ketteler, Sämtliche Werke und Briefe. Im Auftrag der Akademie der Wissenschaften und der Literatur Mainz hrsg. von Erwin Iserloh, Abt. II, Bd. 1, Briefwechsel und Öffentliche Erklärungen: Briefe 1825 - 1850, Mainz 1984 (gemeinsam mit Erwin Iserloh unter Mitwirkung von Annette Gerdes und Christoph Stoll)
- Barbara König, Ich bin ganz Ohr. Hörspiele. Mit einem Nachwort von Bernd Goldmann, Mainz 1985
- Franz Kafka Symposium 1983. Mainz 1985 (gemeinsam mit Wilhelm Emrich).
- Bibliographische Hefte. Im Auftrage des Ministeriums für Bildung und Kultur hrsg. v. Bernd Goldmann und Henner Grube, Mainz 1992 ff. (Ernst Teubner, Hugo Ball = Heft 1, 1992; Jürgen Vordestemann, Sophie von La Roche =Heft 2, 1995; Ketteler = Heft 3, 1995 s. u.)
- Bernard von Brentano, Texte und Bibliographie, Mainz 1992
- Raum – Licht – Maß. Skulpturen auf neuen Wegen der Transzendenz, München 2007 (gemeinsam mit Simon Kuchlbauer)
- Barbara König: Man lernt immer wieder dazu. Bibliographie und ausgewählte Texte (Mainzer Bibliographien). Hrsg.: Bernd Goldmann. Mainz 2013, ISBN 978-3-9812182-6-8.
- Ernst Kreuder und Horst Lange: Schwierige Zeiten – schwierige Charaktere. Ein Briefwechsel 1938–1971. Hrsg.: Mit einem Nachwort versehen und hrsg. v. Bernd Goldmann, Göttingen 2018, ISBN 978-3-8353-3193-8.
- Barbara König: Mein schönes, grausames Märchen. Böhmische Notizen. Hrsg.: Bernd Goldmann. Be&Be, Heiligenkreuz 2020, ISBN 978-3-903118-28-7.
- Bernd Goldmann Annäherungsversuche. 20 Jahre Kunst am coe Bamberg, Verlag Leben gestalten, ISBN 978-3-947552-09-2
- Bernd Goldmann Thomas Duttenhoefer – Wahr und schön, Bamberg 2023